# جرارد مونیز
جرارد مونیز (انگلیسی: Gerard Muñoz؛ زادهٔ ۲۲ فوریهٔ ۱۹۹۳) بازیکن فوتبال اهل اسپانیا است.
از باشگاه‌هایی که در آن بازی کرده‌است می‌توان به باشگاه فوتبال ژیرونا اشاره کرد.